# Levin Öztunalı
Levin Mete Öztunalı est un footballeur allemand né le 15 mars 1996 à Hambourg d'un père d'origine turque. Il évolue au poste de milieu de terrain avec Hambourg SV. 

## Biographie

### Jeunesse et formation
Öztunali est né à Hambourg d'un travailleur immigré turc et d'une mère allemande. Son grand-père maternel est Uwe Seeler. Il commence à jouer au football au Norderstedter Verein TyRa Harksheide. Il joua de 2004 à 2006 chez les juniors de l'Eintracht Norderstedt. Il jouera finalement 7 ans dans le centre de formation du Hambourg SV. À partir du 1er juillet 2012, il est apparu 12 fois dans le championnat junior de Bundesliga.

### Carrière en club
En janvier 2013, le Hambourg SV lui proposa un contrat de 3 ans mais il signa plutôt au Bayer 04 Leverkusen sur les conseils de son grand-père.
Il y eut un contrat jusqu'au 30 juin 2018. Il fit ses débuts en Bundesliga et en tant que professionnel le 10 août 2013 (1ère journée) lors de la victoire 3-1 à domicile contre le SC Fribourg à la place de Gonzalo Castro à la 87e minute. Son entrée en jeu à 17 ans et 146 jours fit qu'il fut le plus jeune joueur de Bundesliga du club. Pour gagner du temps de jeu, Öztunali fut prêté de l'hiver 2015 jusqu'au 30 juin 2016 au Werder Breme. Il fit sa première apparition sous le maillot vert en Bundesliga le 1er février 2015 lors de la victoire 2-0 face au Hertha BSC. Il marqua un but pour le Werder Breme lors de la défaite 2-3 contre le Borussia Dortmund le 23 mai 2015, le dernier match de la saison, son premier but pour le 2-1. En juillet, il retourna au Bayer 04 Leverkusen et il fit le stage de préparation avec l'équipe. 
Il signa fin août 2016 un contrat de 5 ans au 1.FSV Mayence 05.

### Carrière en sélection
Il remporte le championnat d'Europe des moins de 19 ans 2014 avec la sélection allemande, inscrivant un but en demi-finale contre l'Autriche.

## Carrière
- 2013-2016 : Bayer Leverkusen ( Allemagne)[2]
  - jan. 2015-2016 : Werder Brême ( Allemagne) (prêt)
- depuis 2016 : FSV Mayence  ( Allemagne)

## Statistiques

### En club
| Saison                | Club                  | Championnat           | Championnat | Championnat | Coupe(s) nationale(s) | Coupe(s) nationale(s) | Compétition(s) continentale(s) | Compétition(s) continentale(s) | Compétition(s) continentale(s) | Total | Total |
| Saison                | Club                  | Division              | M.          | B.          | M.                    | B.                    | Comp.                          | M.                             | B.                             | M.    | B.    |
| 2013-2014             | Bayer Leverkusen II   | Regionalliga Ouest    | 13          | 1           | -                     | -                     | -                              | -                              | -                              | 13    | 1     |
| Sous-total            | Sous-total            | Sous-total            | 13          | 1           | 0                     | 0                     | -                              | 0                              | 0                              | 13    | 1     |
| 2013-2014             | Bayer Leverkusen      | Bundesliga            | 9           | 0           | -                     | -                     | C1                             | -                              | -                              | 9     | 0     |
| 2014-2015             | Bayer Leverkusen      | Bundesliga            | 6           | 0           | 1                     | 0                     | C1                             | 1                              | 0                              | 8     | 0     |
| Sous-total            | Sous-total            | Sous-total            | 15          | 0           | 1                     | 0                     | -                              | 1                              | 0                              | 17    | 0     |
| 2014-2015             | Werder Brême (prêt)   | Bundesliga            | 16          | 1           | 1                     | 0                     | -                              | -                              | -                              | 17    | 1     |
| 2015-2016             | Werder Brême (prêt)   | Bundesliga            | 25          | 1           | 4                     | 0                     | -                              | -                              | -                              | 29    | 1     |
| Sous-total            | Sous-total            | Sous-total            | 41          | 2           | 5                     | 0                     | -                              | 0                              | 0                              | 46    | 2     |
| 2016-2017             | FSV Mayence           | Bundesliga            | 30          | 5           | 1                     | 0                     | C3                             | 5                              | 1                              | 36    | 6     |
| 2017-2018             | FSV Mayence           | Bundesliga            | 25          | 0           | 1                     | 0                     | -                              | -                              | -                              | 26    | 0     |
| 2018-2019             | FSV Mayence           | Bundesliga            | 15          | 0           | 1                     | 0                     | -                              | -                              | -                              | 16    | 0     |
| 2019-2020             | FSV Mayence           | Bundesliga            | 27          | 4           | -                     | -                     | -                              | -                              | -                              | 27    | 4     |
| 2020-2021             | FSV Mayence           | Bundesliga            | 17          | 1           | 1                     | 0                     | -                              | -                              | -                              | 18    | 1     |
| Sous-total            | Sous-total            | Sous-total            | 114         | 10          | 4                     | 0                     | -                              | 5                              | 1                              | 123   | 11    |
| 2021-2022             | Union Berlin          | Bundesliga            | 18          | 0           | 1                     | 0                     | C4                             | 5                              | 0                              | 24    | 0     |
| 2022-2023             | Union Berlin          | Bundesliga            | 2           | 0           | -                     | -                     | C3                             | -                              | -                              | 2     | 0     |
| Sous-total            | Sous-total            | Sous-total            | 20          | 0           | 1                     | 0                     | -                              | 5                              | 0                              | 26    | 0     |
| 2023-2024             | Hambourg SV           | 2. Bundesliga         | 12          | 0           | 2                     | 0                     | -                              | -                              | -                              | 14    | 0     |
| Sous-total            | Sous-total            | Sous-total            | 12          | 0           | 2                     | 0                     | -                              | 0                              | 0                              | 14    | 0     |
| Total sur la carrière | Total sur la carrière | Total sur la carrière | 215         | 13          | 13                    | 0                     | -                              | 11                             | 1                              | 239   | 14    |

## Palmarès
- Vainqueur du championnat d'Europe des moins de 19 ans 2014 avec la sélection allemande

- Médaille d'Argent de la Médaille Fritz Walter 2014

 Allemagne espoirs
- Vainqueur de l'Euro espoirs en 2017.